# タイガーエアウェイズ・ホールディングス
タイガーエアウェイズ・ホールディングス (SGX: J7X)は東南アジアを中心とした「タイガーエア」ブランドの格安航空会社の持株会社。完全子会社であるタイガーエア（シンガポール）を始め、関連会社にタイガーエア・オーストラリアを持つ。
子会社の管理、将来的な拡大を容易にするために2007年に設立された。2016年11月4日に、スクートとのブランド統合が発表され、2017年の後半をめどに「スクート」ブランドへの一本化が予定されている。
2014年就航のタイガーエア台湾の株式を10%所有していたが、2016年12月14日にチャイナエアラインに売却した。

## 関連企業
- スクート
- タイガーエア台湾

## 財務状況
| 年度末        | 売上高 (S$m) | 支出 (S$m) | 営業利益 (S$m) | 税引前当期純利益 (S$m) | 株主に帰属する当期純利益 (S$m) | 潜在株式調整後の一株当たり当期純利益 (セント) |
| ------------- | ------------ | ---------- | -------------- | ---------------------- | ------------------------------ | --------------------------------------------- |
| 2006年3月31日 | 75           | NA         | −37.4          | NA                     | NA                             | NA                                            |
| 2007年3月31日 | 171.2        | NA         | −14.3          | NA                     | NA                             | NA                                            |
| 2008年3月31日 | 231          | NA         | 37.8           | NA                     | NA                             | NA                                            |
| 2009年3月31日 | 378.0        | 425.5      | −47.5          | −47.6                  | −50.8                          | −14                                           |
| 2010年3月31日 | 486.2        | 460.2      | 26.0           | 19.9                   | 28.2                           | 6.6                                           |
| 2011年3月31日 | 622.3        | 575.0      | 47.2           | 57.0                   | 39.9                           | 6.9                                           |
| 2012年3月31日 | 618.2        | 701.6      | −83.4          | −100.7                 | −104.3                         | −14.9                                         |
| 2013年3月31日 | 866.0        | 859.0      | 7.0            | −35.0                  | −45.4                          | −5.5                                          |
| 2014年3月31日 | 734.0        | 786.1      | −52.0          | −231.6                 | −223.0                         | −22.6                                         |

ノート: 株式公開は2010年1月22日なのでそれ以前のデータがその日付に公開されたものだとは限りません。

### 運行状況
| 年度末        | 旅客予約数 (千) | RPK (百万) | ASK (百万) | 座席利用率 (%) | 総座席数 (千) |
| ------------- | --------------- | ---------- | ---------- | -------------- | ------------- |
| 2009年3月31日 | 3,167           | 5,245      | 6,459      | 79.4           | 3,989         |
| 2010年3月31日 | 4,872           | 6,768      | 7,847      | 85.1           | 5,723         |
| 2011年3月31日 | 5,968           | 8,209      | 9,583      | 85.8           | 6,958         |
| 2012年3月31日 | 5,465           | 8,494      | 10,447     | 81.3           | NA            |
| 2013年3月31日 | 6,848           | 10,827     | 12,907     | 83.9           | NA            |
| 2014年3月31日 | 7,127           | 12,239     | 15,779     | 77.6           | NA            |

## 廃止・中止されたグループ企業

### タイガーエア・オーストラリア
2013年にヴァージン・オーストラリアが株式の60%を3500万オーストラリア・ドルで取得、残る40%についても、2014年10月に1オーストラリア・ドルで取得することが発表された。なお、同ブランド名で運航は継続されている。

### タイガーエア・フィリピン
2011年、フィリピンのSouth East Asia Airlines (SEAir)と提携をし、タイガーエア・フィリピンとして運航していた。2014年、セブパシフィック航空と提携、事業を売却した。

### インチョン・タイガー
2007年11月5日にタイガーエアウェイズは韓国を拠点とした格安航空を設立すると発表した。インチョン・タイガーはタイガー・アビエーションと仁川特別市との合弁企業として設立し、仁川国際空港を拠点に日本、中国、モンゴル、ロシア東部への就航を予定していた。2009年に初就航を目指していたが2008年12月に計画は中止された。

### タイ・タイガー
タイガーエアウェイズとタイ国際航空はタイ王国を拠点とした航空会社の設立を予定していた。それぞれの株式の持ち合い比率は51%と39%で残りの10%はライアンエアの予定であった。2011年第一四半期の就航を予定していたが、タイ政府による追加出資の認可が下りなかった。その結果、2011年12月に3社はタイ・タイガーの設立を断念した。

### タイガーエア・マンダラ
2012年、インドネシアのマンダラ航空と提携し、35.8%の出資をしてタイガーエア・マンダラとして運航していた。2014年に運航を停止。

### タイガーエア・シンガポール
2017年にスクートと合併した。

## 株主
タイガーエアウェイズ・ホールディングスはシンガポール証券取引所に2010年2月から上場している。2012年の決算報告書によると2012年6月15日時点で5%以上の株式を保有しているのは以下の企業。
- シンガポール航空 (32.84%)
- Dahlia Investments Pte Ltd (7.37%)

2015年10月、大株主であったシンガポール航空が、持ち株比率を引き上げて、完全子会社とすることが明らかとなった。453,000,000シンガポールドルで株式公開買付け(TOB)を実施する